# Circuito Brasileiro de Voleibol de Praia Feminino Sub-21 de 2021
O Circuito Brasileiro de Voleibol de Praia Sub-21 de 2021, também chamado de Circuito Banco do Brasil de Vôlei de Praia Sub-21, foi a décima nona edição da principal competição nacional de Vôlei de Praia na categoria Sub-21 na variante feminina, prevista para iniciar em 17 de setembro de 2021, estreéia ocorreu no Rio de Janeiro, na Escola de Educação Física do Exército (EsEFEx), e pela primeira vez aa possibilidade de duplas formadas por atletas filiados a federações diferentes, com transmissão no Vôlei de Praia TV .

## Resultados

### Circuito Sub-21
| Evento                                                               | Ouro                              | Prata                                  | Bronze                                   | Quarto lugar                                |
| 1ª Etapa Rio de Janeiro, Rio de Janeiro 17 a 20 de setembro de 2021. | Nina Chávarry Carolina Sallaberry | / Mafe Ferreira Larissa de Vasconcelos | / Karol Góis Thainara Mylena             | / Maria Luiza Sena Julhia Perandre          |
| 2ª Etapa Itapema, Santa Catarina 14 a 16 de novembro de 2021.        | / Karol Góis Thainara Mylena      | / Maria Luiza Sena Julhia Perandre     | Anne Catherine Kolbow Lara Raissa Kolbow | / Mayara Lamin Vitória Antônia Feitosa Lima |